# کورووزیه
کورووزیه (انگلیسی: Courvoisier) شرکت نوشیدنی فرانسوی است، که در سال ۱۸۳۵ تأسیس شد.